# Chapelle-Voland
Chapelle-Voland é uma comuna francesa na região administrativa de Borgonha-Franco-Condado, no departamento de Jura. Estende-se por uma área de 30,5 km². Em 2010 a comuna tinha 611 habitantes (densidade: 20 hab./km²).